# Agapetus I
Agapetus I, eller Agapitus, född i Rom, död 22 april 536 i Konstantinopel, var påve från den 13 maj 535 till 22 april 536. Han var en ivrig vedersakare till arianismen. Agapetus I är helgonförklarad med 20 september som festdag i Romersk-katolska kyrkan, och 22 april som festdag i Grekisk-ortodoxa kyrkan.

## Biografi
Agapetus var född i Rom, men det exakta datumet är okänt. Han var son till Gordianus, en romersk präst, som blivit ihjälslagen vid upploppen under påve Symmachus dagar.
Han samarbetade med Cassidorus i att i Rom grunda ett bibliotek av ecklesiastikala författare på grekiska och latin, och bistod Cassiodoros i projektet att översätta att grekiska standardfilosofer till latin.
Han upphöjdes från ärkediakon till påve år 535. hans första offentliga handling var att inför en församling präster bränna Bonifatius II:s anatema över sin bortgångne motståndare Dioskurus, med falska anklagelser om simoni, som Bonifatius hade givit order om att bevaras i de romerska arkiven.
Han förnyade dekreten från konciliet i Karthago efter att norra Afrika återtagits från vandalerna, enligt vilka konvertiter från arianismen förklarades oberättigade till att prästvigas och de redan prästvigda förpassades till lekmannasysslor. Han accepterade en appell från Contumeliosus, biskop av Riez, som blivit fördömd av ett råd i Marseille för omoral, och han beordrade Caesarius av Arles att se till så att den anklagade skulle få en ny rättegång där apostoliska delegater skulle deltaga.
Under tiden förberedde den bysantinske generalen Belisarius, efter en mycket lättköpt seger över Sicilien en invasion av Italien. Efter Amalasunthas död, begärde kung Teodahad av ostrogoterna som sista utväg av den åldrade påven, att han skulle sända en ambassad till Konstantinopel och på så sätt använda sitt personliga inflytande för att blidka kejsar Justinianus I. För att finansiera denna ambassad var Agapetus tvungen att sälja heliga kärl som tillhörde kyrkan i Rom. Vid midvintertid sände han fem biskopar, I februari 536 uppträdde han själv i österns huvudstad, och mottogs med all den ära som förväntades av en katolska kyrkans överhuvud. Agapetus försök misslyckades emellertid, och Justinianus kunde inte låta sig övertalas till att låta bli att hävda sitt imperiums rätt över Italien. 
Från ecklesiastikal synvinkel ledde påvens visit trots allt till triumf över monofysitismen som Belisarius stred för. Anthimos I, som då var patriark av Konstantinopel, hade anslutit sig till kryptomonofysiterna i Trebizond, där församlingen med kejsarinnan Teodora intrigerade för att undergräva beslutet från konciliet i Chalkedon. Under Agapetus visit i huvudstaden, lade prästerskapet fram anklagelser att den utsedde patriarken Anthimos var en förrädare och kättare. Agapetus avkrävde honom en skriftlig trosbekännelse och att återkomma till sitt patriarkat; när han vägrade vägrade påven ha något mer med honom att göra. Kejsaren, som fördes bakom ljuset av sin hustru, uppretades av detta och hotade påven med bannlysning. Agapetus lär då ha svarat: ”Med ivrig längtan har jag kommit för att åse den mest kristna av kejsare Justinianus. I dess ställe finner jag en Diocletianus, vars hot, dock, skrämmer mig icke.” Ett sådant tal fick Justinianus att tappa målföret; så småningom blev Justinianus övertygad om att Anthimos var en avfälling, och hade inga invändningar mot att påven avsatte patriarken. För första gången i kyrkohistorien konsekrerade en påve personligen en patriark, då Agapetus konsekrerade Anthimos lagliga efterträdare Mennas.
Detta påvliga prerogativ glömdes inte i första taget av östkyrkan, som liksom västkyrkan vördar honom som helgon. Strax efter att han emottagit kejsarens ångerfulla trosbekännelse, blev Agapetus sjuk och han avled den 22 april 536. Hans kvarlevor fördes till Rom och finns i Peterskyrkan.
Det finns ett antal brev bevarade från Agapetus, bland annat brev där han fördömer arianismen.